# کریستیان دوبرف
کریستیان دوبرف (بلغاری: Кристиян Добрев؛ زادهٔ ۲۳ ژانویهٔ ۱۹۷۸) بازیکن فوتبال اهل بلغارستان است.
از باشگاه‌هایی که در آن بازی کرده است می‌توان به باشگاه فوتبال لوکوموتیو صوفیه و باشگاه فوتبال لخ پوزنان اشاره کرد.